# Michiel Bartman
Michiel Bernhard Emiel Marie Bartman (født 19. maj 1967 i Badhoevedorp) er en hollandsk tidligere roer og olympisk guldvinder samt nuværende rotræner.
Bartman var første gang med ved OL 1996 i Atlanta, hvor han som del af den hollandske otter, som efter sejr i det indledende heat gentog bedriften i finalen og dermed sikrede sig guldet i disciplinen. De øvrige roere i båden var Henk-Jan Zwolle, Diederik Simon, Koos Maasdijk, Niels van der Zwan, Ronald Florijn, Nico Rienks, Niels van Steenis samt styrmand Jeroen Duyster.
Ved OL 2000 i Sydney stillede han op i dobbeltfirer. Med en andenplads i indledende heat gik hollænderne i semifinalen, hvor de med en ny andenplads kvalificerede sig til A-finalen. Her måtte de se sig besejret af den italienske båd, men med andenpladsen blev det til sølv for Bartman og holdkammeraterne, Jochem Verberne, Dirk Lippits og Diederik Simon.
Bartman deltog for sidste gang ved OL i 2004 i Athen, hvor han var tilbage i otteren, der vandt sølv efter en finale, hvor USA vandt guld mens Australien tog bronzemedaljerne. Resten af den hollandske båd bestod af Matthijs Vellenga, Gijs Vermeulen, Jan-Willem Gabriëls, Daniël Mensch, Gerritjan Eggenkamp, Geert-Jan Derksen, Diederik Simon og styrmand Chun Wei Cheung. Sølvmedaljerne kom i hus, efter at hollænderne var blevet nummer to i sit indledende heat og derpå vandt deres opsamlingsheat. I finalen kom hollænderne langsomt fra start og var blot nummer fem midtvejs, inden de i sidste halvdel af løbet var hurtigst og ved målstregen var lidt over et sekund efter de amerikanske vindere, men mere end halvandet sekund foran australierne på tredjepladsen.
I løbet af sin karriere vandt Bartman desuden fire VM-guld og to VM-sølv.
Efter OL 2004 sluttede han sin aktive karriere og begyndte i stedet som træner. I den funktion har han siden arbejdet i USA ved blandt andet Harvard University.

## OL-medaljer
- 1996:  Guld i otter
- 2000:  Sølv i dobbeltfirer
- 2004:  Sølv i otter